# Leucorrhinia orientalis
Leucorrhinia orientalis – gatunek ważki z rodziny ważkowatych (Libellulidae). Jego zasięg występowania obejmuje Syberię (oprócz jej zachodniej części) na wschód aż po Cieśninę Beringa, Kamczatkę, Sachalin, Koreę Północną i Japonię. IUCN uznaje L. orientalis za podgatunek zalotki torfowcowej (L. dubia).